# Bulbophyllum amoenum
Bulbophyllum amoenum är en orkidéart som beskrevs av Jean Marie Bosser. Bulbophyllum amoenum ingår i släktet Bulbophyllum och familjen orkidéer. Inga underarter finns listade i Catalogue of Life.